# Twinkie
O Twinkie é um popular bolinho americano descrito como "pão de ló dourado com um recheio cremoso". São produzidos pela Hostess Brands desde 2013.
Durante um processo de falência da Hostess Brands – até então pertencentes à Old HB –, a produção de Twinkies foi suspensa em 21 de novembro de 2012 e retomada em 15 de julho de 2013.
A Vachon, que faz parte do Grupo Bimbo e detém os direitos do produto no Canadá, os produziu durante a sua ausência no mercado americano e continua com a produção atualmente numa padaria em Montreal. Twinkies também estão disponíveis em lojas mexicanas como "Submarinos" e "Twinkies" pela marca Marinela, e como "Tuinky" pela Wonder; tanto Marinela como a Wonder são subsidiárias do Grupo Bimbo, que no Brasil comercializa o bolinho com o nome de "Ana Maria". No Egito, Twinkies são produzidos pela empresa Edita. No Reino Unido e na Irlanda, são vendidas com a marca da Hostess em lojas como Sainsburys, Tesco, ASDA e B&M. Na China, são produzidos e distribuídos por diversas panificadoras comerciais e não pertencem à Hostess.